# Малышева, Анна Витальевна
А́нна Вита́льевна Ма́лышева (род. 6 октября 1973 года, Караганда, Казахская ССР, СССР) — российская писательница, автор 40 романов, изданных общим тиражом более 6 миллионов экземпляров.

## Биография
Малышева Анна Витальевна родилась 6 октября 1973 года в Караганде, в семье ученых. Окончила Литературный институт им. А. М. Горького в 1997 году. С 1995 года работает в жанре остросюжетной прозы, издает детективные, историко-авантюрные романы.
В 2016 году переехала вместе с семьей на постоянное место жительства в Израиль, где продолжила писать романы о своей московской героине Александре Корзухиной.
Член Союза Писателей России с 1997 года.

## Произведения
На сегодняшний день Анна Малышева является автором более 40 произведений. Это — психологический детектив, драма, социальный роман, исторический роман, сборники мистико-фантастических новелл. Её книги по состоянию на 2012 год изданы общим тиражом более 6 миллионов экземпляров, переведены на немецкий и польский языки, некоторые экранизированы.
В соавторстве с мужем Анатолием Ковалевым создана серия историко-авантюрных романов:
- Авантюристка. Потерявшая имя
- Авантюристка. Потерявшая сердце
- Авантюристка. Отверженная невеста.
- Авантюристка. Посланница судьбы. (2016 г.)

По её романам «Пассажир без багажа», «Зачем тебе алиби», «Вкус убийства» канал РЕН ТВ снял популярные телевизионные сериалы (2003 год).
Список произведений:
- Мастер охоты на единорога
- Сфинксы северных ворот
- Алтарь Тристана
- Трюфельный пес королевы Джованны
- Дом у последнего фонаря
- Суфлер
- Зачем тебе алиби.
- Вкус убийства.
- Пассажир без багажа
- Любовь холоднее смерти
- Любовники по наследству
- Никогда не заговаривайте с неизвестными
- Саломея
- Привидения являются в полдень
- Тамбур
- Зеркало смерти
- Завтра ты умрешь
- Иногда полезно иметь плохую память
- Озноб
- Запасной выход
- Обратный отсчет
- Кто-то должен умереть
- Лучше бы я осталась старой девой
- Нежное дыхание смерти
- Трудно допросить собственную душу
- Разбитые маски
- Западня
- Отравленная жизнь
- Страх перед страхом
- Лицо в тени
- Коралловый браслет
- Алмазы Цирцеи
- Задержи дыхание
- Конкистадоры
- Город без полиции
- Каждый любит, как умеет
- Когда отступать некуда, дерутся насмерть
- Кровь Луны
- Ночь опасна
- Игра с тенью
- Черная месса
- Кукольный домик
- Черная вдова

## Экранизации произведений
- 2003 — Вкус убийства (режиссёр — Анна Легчилова)
- 2003 — Пассажир без багажа (режиссёр — Хуат Ахметов)
- 2003 — Зачем тебе алиби? (режиссёр — Рауф Кубаев)
- 2017 — Суфлёр (режиссёр — Николай Барышников)
- 2017 — Трюфельный пёс королевы Джованны (режиссёр — Олег Штром)
- 2017 — Алтарь Тристана (режиссёр — Олег Штром)
- 2017 — Алмазы Цирцеи (режиссёр — Олег Штром)
- 2017 — Дом у последнего фонаря (режиссёр — Николай Барышников)
- 2018 — Сфинксы северных ворот (режиссёр — Олег Штром).
- 2018 — Отравленная жизнь (режиссёр — Юрий Попович)
- 2018 — Мастер охоты на единорога (режиссёр — Юрий Попович)
- 2018 — Отель «Толедо» (режиссёр — Юрий Попович)
- 2019 — Озноб (режиссёр — Илья Хотиненко)
- 2019 — Клетка для сверчка (режиссёр -Владимир Устюгов)
- 2019 — Железный лес (режиссёр -Владимир Устюгов)
- 2020 — Игра с тенью (режиссёр — Артём Насыбулин)
- 2020 — Черная месса (режиссёр — Артём Насыбулин)
- 2021 — Кукольный домик (режиссёр — Артём Насыбулин)
- 2021 — Черная вдова (режиссёр — Юрий Попович)

## Семья
- Муж — писатель и сценарист Анатолий Ковалев, двое сыновей[3].